# Steuerbezirk Liemberg
Der Steuerbezirk Liemberg war in der ersten Hälfte des 19. Jahrhunderts einer der 89 Bezirke der Provinz Kärnten. Östlich vom Steuerbezirk Liemberg lag der Steuerbezirk Karlsberg. Er umfasste nur eine Steuergemeinde: die Katastralgemeinde Liemberg in ihren damaligen Grenzen. Der Bezirk umfasste eine Fläche von 1880 Joch, das entspricht knapp 11 km². Im Jahr 1847 zählte der Bezirk 290 Einwohner.
Benannt war der Bezirk nach dem Hauptort Liemberg mit gleichnamigem Schloss Liemberg. Verwaltet wurde der Steuerbezirk Liemberg jedoch vom Steuerbezirk Tentschach aus.
Im Zuge der Reformen nach der Revolution von 1848/49 wurden die Steuerbezirke aufgelöst. Die bis dahin dem Steuerbezirk Liemberg zugehörige Steuergemeinde Liemberg wurde der neu errichteten politischen Gemeinde Liemberg und damit dem neuen politischen Bezirk Sankt Veit zugeteilt.